# 강호 (1992년)
강호(1992년 ~ )는 대한민국의 DJ다.

## 방송
- WET! (2023)

## 음반
- Hell Yeah (2019)
- The Universe (2019)
- 춤추는 사람들 Vol.5 (2021)
- our groove (2023)
- SMLE FRIENDS (2023)

## 공연
- WATERBOMB SEOUL (2023)

## 기타
- 키드밀리, ron <GEEK (Prod. Czaer)> (2022) - 작곡/편곡